# Burg Ruck
Die Burg Ruck, auch Burg Rugge geschrieben, ist die Ruine einer Felsenburg auf dem 524 m ü. NN hohen Bismarckfelsen bei Blaubeuren im Alb-Donau-Kreis in Baden-Württemberg.

## Geschichte
Die Burg wurde im 11. Jahrhundert von Sigibot dem Grafen von Tübingen erbaut und 1563 bei einem Ausbau erwähnt. Von Memminger erkennt in Manegold (* um 1034/43; † 1094), Stifter des Klosters Anhausen an der Brenz, den Vertreter einer Nebenlinie der Pfalzgrafen von Tübingen, die sich nach Burg Ruck benannten. 1563 wird die Burg zum Wohnschloss weiter ausgebaut, nach dem Dreißigjährigen Krieg verfallen und ab 1751 abgebrochen. Weitere Besitzer waren pfalzgräfliche Ministeriale und die Grafen von Helfenstein. Die Burg war auch Stammsitz des 1200 verstorbenen Minnesängers Heinrich von Rugge. Von der Burg sind nur noch geringe Mauerreste erhalten.